# Canton, Carolina de Nord
Canton este orașul al doilea ca mărime din comitatul Haywood, statul  Carolina de Nord,  Statele Unite ale Americii.  Situat la 21 km vest de Asheville, orașul a fost denumit după localitatea Canton din statul  Ohio, fiind parte a zonei metropolitane Asheville.